# Weathered
Weathered è il terzo album del gruppo post-grunge statunitense Creed, uscito nel 2001.
È stato certificato 6 volte disco di platino dalla RIAA. L'album è entrato nella Billboard 200 al numero uno, vendendo 887 000 copie nella sua prima settimana dalla pubblicazione, ed è rimasto al primo posto per otto settimane consecutive, primato che i Creed condividono con la compilation The Beatles 1. L'album ha venduto oltre 6 milioni di copie negli Stati Uniti.
È l'unico album dei Creed a non includere il bassista Brian Marshall, che aveva lasciato la band nel 2000. Il chitarrista Mark Tremonti ha suonato il basso in quest'album.

## Tracce
1. Bullets – 3:49
2. Freedom Fighter – 2:36
3. Who's Got My Back? – 8:25
4. Signs – 4:29
5. One Last Breath – 3:58
6. My Sacrifice – 4:54
7. Stand Here With Me – 4:17
8. Weathered – 5:30
9. Hide – 4:27
10. Don't Stop Dancing – 4:33
11. Lullaby – 3:04

## Formazione
- Scott Stapp – voce
- Mark Tremonti – chitarra, cori, basso
- Scott Phillips – batteria